# Grasbrunn
Grasbrunn este o comună din districtul München, landul Bavaria, Germania.

## Monumente
- Biserica romanică din Keferloh, sec. al XII-lea

## Galerie de imagini

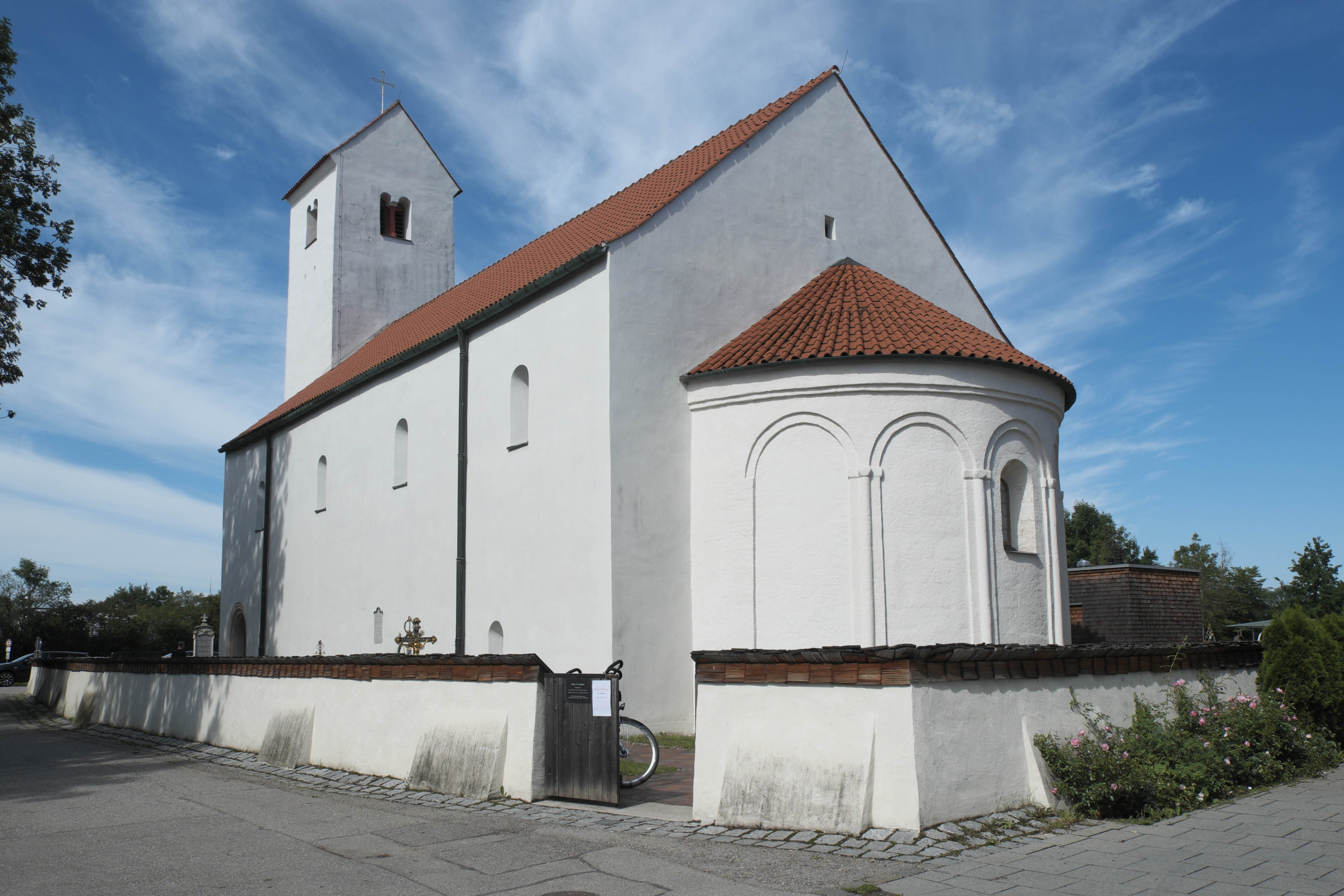
Biserica romanică
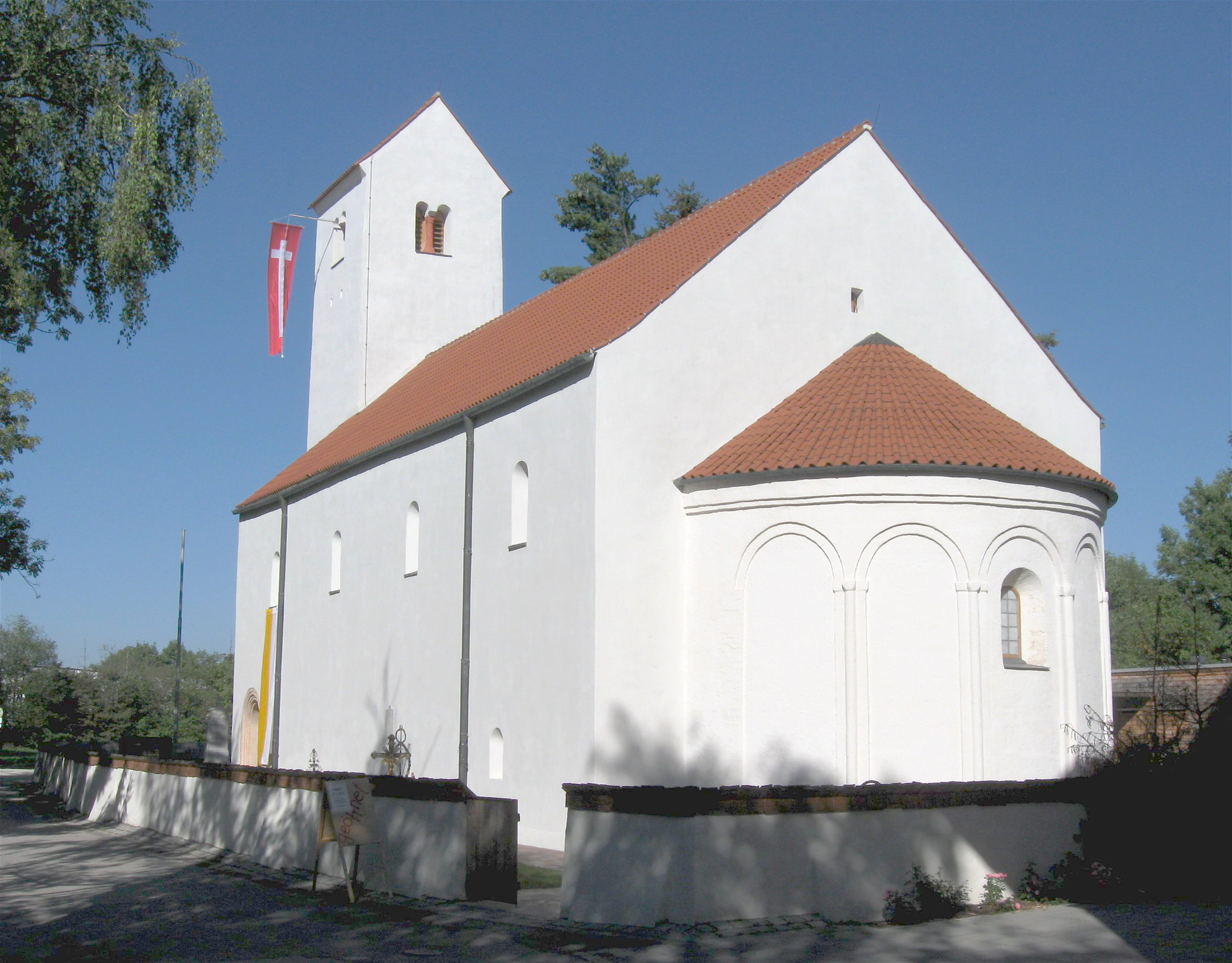